# Gerhard Granier
Gerhard Granier (* 1. März 1928 in Berlin; † 25. Mai 2022) war ein deutscher Historiker. Granier war bis zum 28. Februar 1993 stellvertretender Archivdirektor des Bundesarchiv-Militärarchivs (BArch-MA) in Freiburg im Breisgau. Als sein Hauptwerk gilt die vierbändige Dokumentation über die deutsche Seekriegsleitung im Ersten Weltkrieg.

## Leben und Wirken
Gerhard Granier studierte Geschichte an der Universität Bonn. Im Jahr 1954 wurde er promoviert mit der Arbeit über den deutschen Reichstag während des spanischen Erbfolgekrieges (1700–1714). Sein Doktorvater war Max Braubach.
Er arbeitete im Bundesarchiv-Militärarchiv. Der damalige Präsident des Bundesarchivs Hans Booms kennzeichnete Granier 1982 in einem Vorwort zu dessen Arbeit über den Seeoffizier Magnus von Levetzow anerkennend als „einen der langjährigsten Mitarbeiter des Bundesarchivs“.
Granier lebte in Gundelfingen (Breisgau). Er wurde 1993 pensioniert. Später zog er nach Freiburg im Breisgau um.

## Schriften
- Der deutsche Reichstag während des spanischen Erbfolgekrieges (1700–1714). Bonn 1954, OCLC 831068831.
- Das Bundesarchiv-Militärarchiv: Funktion – Geschichte – Bestände. Bonn 1989, OCLC 246507769.
- mit Dirk Dähnhardt (Hrsg.): Kapp-Putsch in Kiel. Kiel 1980 (Sonderveröffentlichung der Gesellschaft für Kieler Stadtgeschichte, Band 66), OCLC 630230044.
- Kapp-Putsch in Deutschland. In: Wehrwissenschaftliche Rundschau 2/1981, S. 52–59, ISSN 0342-4847.
- Magnus von Levetzow: Seeoffizier, Monarchist und Wegbereiter Hitlers – Lebensweg und ausgewählte Dokumente. Boppard am Rhein 1982 (Schriften des Bundesarchivs Nr. 31), ISBN 3-7646-1824-8.
- Die deutsche Seekriegsleitung im Ersten Weltkrieg. Dokumentation in vier Bänden. Koblenz 1999–2004.
  - 1, ISBN 3-89192-083-0.
  - 2, ISBN 3-89192-088-1.
  - 3, ISBN 3-89192-098-9.
  - 4, ISBN 3-89192-112-8.